# Triborato de lítio
Triborato de lítio (LiB3O5), abreviado na literatura como LBO (do inglês lithium boron oxide) é um cristal óptico não linear. Possui uma grande variação de transparência, acoplamento não-linear moderadamente alto, alto limiar de dano e propriedades químicas e mecânicas desejáveis. Este cristal é frequentemente usado para geração de segundo harmônico (SHG, second harmonic generation, fenômeno também conhecido como duplicação de frequência), por exemplo de lasers Nd-YAG (1064 nm → 532 nm). LBO pode apresentar tanto criticamente como não críticamente, correspondência de fase. No último caso, o cristal deve ser aquecido ou arrefecido dependendo do comprimento de onda.
Triborato de lítio foi descoberto e desenvolvido pelo Instituto de Pesquisa sobre a Estrutura da Matéria Fujian, Academia Chinesa de Ciências. É um material patenteado.